# Ki kicsoda a hírközlésben? (A–Zs)

## 
A Ki kicsoda a magyar hírközlésben? egy 1994-ben, nyomtatásban megjelent kézikönyv alapján készült lista. A könyv újságírók, a sajtó, a rádió és televízió szerkesztői, tudósítói életrajzát tartalmazza - 487 oldalon 1400 szócikkben. Az alábbi lista a kötetben szereplő szócikkek felsorolása. A könyvben található hibás adatok javítva, megjegyzéssel ellátva szerepelnek a listában, kiegészítve az azóta történt halálozásokkal. Tekintettel arra, hogy a könyv 1994-ben lezárt szócikkei listájának közreadása a cél, ezért újabb nevekkel nem bővítjük.
| Ábécé szerinti tartalomjegyzék                                                                           |
| --- |
| A, Á B C Cs D Dz Dzs E, É F G Gy H I, Í J K L Ly M N Ny O, Ó Ö, Ő P Q R S Sz T Ty U, Ú Ü, Ű V W X Y Z Zs |

## A, Á
- [0001] A. Tóth Sándor (1943) újságíró
- [0002] Abai Pál (1922–2007[1]) újságíró, szerkesztő, író
- [0003] Ábel Péter (1929–1992) szerkesztő, újságíró, író
- [0004] Ablonczy László (1945) újságíró, író
- [0005] Abonyi Bodor Pál (1924) mérnök, újságíró, szerkesztő
- [0006] Acház Antal (1947) szerkesztő, grafikus, tipográfus, újságíró
- [0007] Ács Jenő (1941) újságíró, szerkesztő, költő
- [0008] Ács Pál (1954) irodalomtörténész, szerkesztő
- [0009] Ács S. Sándor (1945) újságíró
- [0010] Ács Zoltán (1953) író, újságíró
- [0011] Aczél Gyula (1947) szerkesztő, költő
- [0012] Ádám Tamás (1954) költő, újságíró
- [0013] Agárdi Tamás (1948) grafológus, újságíró, író
- [0014] Ágg Károly (1955) fotóriporter, fotóművész, újságíró
- [0015] Ágh István (1938) költő, újságíró
- [0016] Agócs Sándor (1957) költő, szerkesztő
- [0017] Ágoston László (1935–2001[2]) újságíró
- [0018] Albert Gizella (1945) újságíró
- [0019] Albrecht Gyula (1940) újságíró
- [0020] Alföldy Jenő (1939) újságíró, szakíró, szerkesztő
- [0021] Ambrus Judit (1958) újságíró, tanár, költő
- [0022] Ambrus Sándor (1950) újságíró, író
- [0023] Andai György (1947–2016) újságíró, főszerkesztő
- [0024] Andódy Tibor (1938) állatorvos, újságíró
- [0025] András Imre (1928–2001[3]) jezsuita szerzetes, szociológus, teológus, szerkesztő
- [0026] Andrásfay Henriett (1971) újságíró
- [0027] Andrassew Iván (1952–2015) újságíró, szakíró
- [0028] Angió-Auth János (1959) újságíró
- [0029] Annus József (1940–2005) író, szerkesztő, országgyűlési képviselő
- [0030] Antalffy Gyula (1912–1997) újságíró, szakíró
- [0031] Antalfy István (1924–2019) újságíró, író, költő
- [0032] Antall István (1953) újságíró, szerkesztő
- [0033] Apáti-Tóth Sándor (1948) fotóriporter, fotóművész
- [0034] Apor Judit (1923) újságíró, szerkesztő
- [0035] Apró Attila (1947–2020) rendező, újságíró
- [0036] Ara-Kovács Attila (1953) szerkesztő
- [0037] Aradi Péter (1962) újságíró
- [0038] Aradi Varga István (1954) grafikus, szerkesztő, újságíró
- [0039] Ármás János (1964–2013[4]) újságíró, szerkesztő
- [0040] Árokszállási Éva (1944) újságíró, főszerkesztő, író
- [0041] Árpási Zoltán (1946) újságíró
- [0042] Asperján György (1939) író, szerkesztő
- [0043] Assai H. Péter (1952) fotóriporter, újságíró
- [0044] Átányi László (1938–2014) újságíró, tanár
- [0045] Auth Magda (1955) rádióbemondó

## B
- [0046] B. Domokos Béla (1925) újságíró, szerkesztő, író
- [0047] B. Király Györgyi újságíró
- [0048] B. Kiss Tamás (1958) újságíró, szerkesztő, közgazda
- [0049] B. Révész László (1942–2024) rendező
- [0050] Bába Iván (1950) tanár, külügyi államtitkár-helyettes, szerkesztő, műfordító
- [0051] Babiczky Klára (1954) újságíró
- [0052] Babik Zoltán Gábor (1932) szerkesztő, újságíró, szóvivő
- [0053] Babos János (1943) fotóriporter
- [0054] Baczonyi László (1956) újságíró
- [0055] Badiny Jós Ferenc (1909–2007) sumerológus, szerkesztő, egyetemi tanár
- [0056] Bagaméry László (1943) újságíró
- [0057] Bágyoni Szabó István (1941) újságíró, író, költő, műfordító
- [0058] Baji Miklós Zoltán (1961) újságíró, képzőművész
- [0059] Bajnok Zsolt (1932–1998[5]) újságíró
- [0060] Bajor Nagy Ernő (1923–2010) újságíró
- [0061] Baka István (1948–1995) költő, író, újságíró
- [0062] Bakács Tibor (1959) újságíró
- [0063] Bakó Endre Zoltán (1938) újságíró, főszerkesztő
- [0064] Bakonyi Péter (1949) író, újságíró, dramaturg
- [0065] Balabán Péter (1917–2002) újságíró, műfordító
- [0066] Balás Róbert (1963) újságíró
- [0067] Balaskó Jenő (1940–2009) újságíró, költő, író
- [0068] Balázs Ádám (1952) újságíró, szerkesztő, rendező
- [0069] Balázs Béla (1956) fotóriporter, fotóművész
- [0070] Balázsi Irén (1951) újságíró
- [0071] Bálint Bea (1967) újságíró
- [0072] Balla Péter (1955) újságíró, szakíró
- [0073] Baló Júlia (19??) újságíró, szerkesztő
- [0074] Balogh Andrea (1955) újságíró
- [0075] Balogh Elemér (1938) író, újságíró, főszerkesztő
- [0076] Balogh Ernő (1950) főszerkesztő, irodalomtörténész, kritikus
- [0077] Balogh László (1919–1997) író, költő, irodalomtörténész
- [0078] Balogh P. Ferenc (1961) újságíró, szerkesztő
- [0079] Banczik István (1941) újságíró
- [0080] Bánó András (1949) újságíró
- [0081] Bánó Attila (1945) újságíró, szerkesztő, grafikus
- [0082] Banos János (1952) újságíró, költő
- [0083] Banovits Anna (1941) újságíró, keramikus
- [0084] Bányai Gábor (1950) újságíró
- [0085] Bányász Rezső (1931–2012) újságíró, diplomata
- [0086] Barabás Péter (1934–2021) újságíró
- [0087] Barabás Tamás (1926–1999[6]) újságíró
- [0088] Baracs Dénes (1937–2025) újságíró, író
- [0089] Bárány István (1907–1995) úszó, edző, szakíró, újságíró, szerkesztő
- [0090] Bárány Tibor (1952) újságíró, szerkesztő
- [0091] Baranyi Ferenc (1937) újságíró, költő, író, műfordító
- [0092] Baranyi György (1964) újságíró
- [0093] Baráti M. Lóránt (1949) újságíró, szerkesztő, tanító
- [0094] Barcs Sándor (1912–2010) újságíró, sportvezető
- [0095] Barcs János (1927) költő, író, főszerkesztő
- [0096] Bárdos András (1964) újságíró, szerkesztő
- [0097] Barna Attila (1961) újságíró
- [0098] Barna Erika, Windhágerné (1951) tanár, grafológus
- [0099] Barna Márta (1955) újságíró
- [0100] Báron György (1951) újságíró, filmkritikus, filmesztéta
- [0101] Baróti Géza (1914–1993) újságíró, író
- [0102] Bársony Katalin (1951) újságíró, szerkesztő
- [0103] Baráth Péter (1958) tanár, újságíró
- [0104] Bartal Ferenc (1923–1993[7]) fotóriporter
- [0105] Bartis Ferenc (1936–2006) újságíró, költő, író
- [0106] Bátyai Jenő (1933–1994[8]) vegyészmérnök, újságíró, szerkesztő, helytörténész
- [0107] Bayer Ilona (1949) újságíró
- [0108] Bazsó Csongor (1950) újságíró
- [0109] Bedő Iván (1952) újságíró
- [0110] Beke Albert (1934) gimnáziumi tanár, újságíró
- [0111] Beke Csilla (1958) újságíró
- [0112] Beke György (1927–2007) újságíró, író, műfordító
- [0113] Beke Mihály András (1956) újságíró
- [0114] Békés Attila (1932) újságíró
- [0115] Békés Géza (1917–2007) görögkatolikus lelkész, szerkesztő
- [0116] Békés József (1923–2006) író, újságíró, dramaturg
- [0117] Békés Sándor (1940) újságíró, író, szerkesztő
- [0118] Bekő Mária (1953) újságíró, kiadói ügyvezető
- [0119] Belénessy Csaba (1949–2024) újságíró, szerkesztő
- [0120] Bellér Ágnes (1948) újságíró
- [0121] Bencsik András (1951) újságíró, főszerkesztő, író
- [0122] Bencsik Gábor (1954) újságíró
- [0123] Benda László (1951) újságíró, szerkesztő
- [0124] Bende Gyöngyi (1964) újságíró, szerkesztő-riporter
- [0125] Benedek István Gábor (1937–2022) újságíró, író
- [0126] Bengó Pál (1948) újságíró, fotóriporter, festőművész
- [0127] Benke László (1943) újságíró, író, költő
- [0128] Benkő Imre (1943) fotóriporter
- [0129] Benkő Imre (1950) újságíró
- [0130] Benkő Sándor (1954) fotóriporter
- [0131] Bényei József (1934–2017) főszerkesztő, költő, író
- [0132] Bérczessy Lajos (1949) újságíró, író, oktató tanár
- [0133] Berecz József (1927–2006) újságíró, könyvtáros
- [0134] Bereczky Gyula(wd) (1935–2019[9]) újságíró, TV-elnök
- [0135] Berek Oszkár (1914–2003[10]) szerkesztő, gyártásvezető, filmrendező
- [0136] Béres Attila (1946) újságíró, író, költő
- [0137] Berki Erika Viktória (1967) energetikus, újságíró
- [0138] Berkovits György (1940–2018) újságíró, író
- [0139] Bernáth Bea (1962) újságíró
- [0140] Bernáth László (1930–2016) újságíró, főszerkesztő-helyettes
- [0141] Bertalanfy Judit (1953–2011) újságíró
- [0142] Bertha Zoltán (1955) szerkesztő, újságíró, irodalomtörténész, országgyűlési képviselő
- [0143] Besze Imre (1945–2011) újságíró
- [0144] Bezerédj Zoltán (1922–2008[11]) újságíró, rádiószerkesztő, író
- [0145] Bihari Tamás (1953) újságíró
- [0146] Bikácsy Gergely (1942) újságíró, író
- [0147] Bilecz Endre (1948) szerkesztő, újságíró, országgyűlési képviselő
- [0148] Bíró András (1923–2016) újságíró, író, költő
- [0149] Bíró Gerd (1925–1995) főszerkesztő, közgazdász, szakíró
- [0150] Bíró Péter (1948) marketing igazgató, szerkesztő
- [0151] Bistey András (1942) újságíró, író, műfordító
- [0152] Bóbics László (1953) újságíró
- [0153] Bocskay Zsolt (1962) szerkesztő-riporter
- [0154] Bódi Tóth Elemér (1940) újságíró, költő
- [0155] Bodor Pál (1930–2017) újságíró, író, költő, műfordító
- [0156] Bodrogi József (1951) szerkesztő, riporter, tudósító
- [0157] Bogácsi Erzsébet (1948) újságíró, színikritikus
- [0158] Bogár Lajos Elemér (1923) újságíró, szerkesztő
- [0159] Bogáti Péter (1924–2012) újságíró, író
- [0160] Bognár Béla (1941) szakoktató, újságíró, író
- [0161] Bogyay Katalin (1956) újságíró, szerkesztő-riporter, műsorvezető
- [0162] Bojár Sándor (1914–2000) sajtó-fotóriporter, fotóművész
- [0163] Bókay László (1957) szerkesztő, újságíró
- [0164] Bokor Ferenc (1948) újságíró, szerkesztő
- [0165] Bokor Pál (1942) újságíró
- [0166] Bóna Zoltán (1956) református lelkész, szerkesztő
- [0167] Bóna Zoltán István (1944) újságíró
- [0168] Bonyhádi Péter (1943) újságíró
- [0169] Boór János (1932) újságíró, főszerkesztő, filozófus
- [0170] Bor Ambrus (1921–1995) újságíró, író, műfordító
- [0171] Borbély József (1951) történész, egyetemi adjunktus, újságíró, szerkesztő
- [0172] Borbély Sándor (1941) kiadói főszerkesztő, irodalomtörténész, kritikus
- [0173] Borbély Szilvia (1951) közgazdász, újságíró
- [0174] Borenich Péter (1940–2024) újságíró, dramaturg
- [0175] Borisza Gyula (1937) közgazdász, újságíró, kiadói osztályvezető
- [0176] Boronkay Péter (1939) szerkesztő, újságíró
- [0177] Boros Béla (1942–2010) reklámgrafikus, karikaturista
- [0178] Boros János (1923–2019) újságíró, főszerkesztő
- [0179] Boros László (1923) újságíró, műfordító
- [0180] Borsodi Gyula (1925–1992) szerkesztő, költő
- [0181] Borzák Tibor (1958) újságíró, író
- [0182] Bossányi Katalin (1948–1999) újságíró, országgyűlési képviselő
- [0183] Bozóki Éva (1923–2004) újságíró
- [0184] Bőle Dezső (1929) újságíró
- [0185] Böröndi Lajos (1954) könyvtáros, költő, lapszerkesztő
- [0186] Bőzsöny Ferenc (1931–2018) hírolvasó, főbemondó
- [0187] Brády Zoltán (1940–2024) újságíró
- [0188] Braun Róbert (1966) újságíró, főszerkesztő, fordító
- [0189] Brenner György (1939–1993) újságrajzoló, grafikus
- [0190] Bruszt László (1953) üzemgazdász, újságíró, szociológus
- [0191] Bubnó Tamás (1957) műsorvezető, szerkesztő, előadóművész, zenetanár
- [0192] Bubryák István (1946) újságíró, szerkesztő
- [0193] Bucsay István (1956) újságíró
- [0194] Buda László (1952) fotóművész, fotóriporter
- [0195] Budai Kulcsár János (1937) újságíró, költő, író
- [0196] Budavári Antal (1918–2002) újságíró
- [0197] Bulla Károly (1946) író, újságíró, szerkesztő
- [0198] Bundula Csaba (1961) újságíró
- [0199] Buni Géza (1933) újságíró, szerkesztő
- [0200] Burger István (1964) kiadó, főszerkesztő, költő
- [0201] Burget Lajos (1932–2007) újságíró, szerkesztő
- [0202] Burián Béla (1922–2006) újságíró, főszerkesztő
- [0203] Busai Barbara (1973) újságíró
- [0204] Buza Péter (1942) újságíró, író, szerkesztő
- [0205] Búzás Andor (1938–2005) rádiós szerkesztő, költő
- [0206] Büki Attila (1948) költő, újságíró, festő

## C, Cs
- [0207] C. Fehér Ferenc (1946) újságíró
- [0208] C. Szalai Ágnes (1951) újságíró, szerkesztő
- [0209] C. Tóth Béla (1926) újságíró
- [0210] Chikán Ágnes (1946) újságíró
- [0211] Choli Daróczi József (1939–2018) újságíró, költő
- [0212] Chrudinák Alajos (1937–2020) főszerkesztő, újságíró
- [0213] Csák Elemér (1944–2025) szerkesztő
- [0214] Csák Gyula (1930) újságíró, szerkesztő, író
- [0215] Csáky László (1947) újságíró, író
- [0216] Csáky Zoltán (1945) újságíró, szerkesztő
- [0217] Csanád Béla (1926–1996) római katolikus pap, újságíró, szerkesztő, egyetemi tanár, költő
- [0218] Csanády János (1932–2021) újságíró, költő, író
- [0219] Csánits Ágnes (1955) újságíró, fotóriporter
- [0220] Csányi István (1954) tanár, újságíró, szerkesztő
- [0221] Csányi László (1922–1994) újságíró, író, műfordító
- [0222] Csaplár Vilmos (1947) író, újságíró
- [0223] Csapó Endre (1921–2019) újságíró, főszerkesztő
- [0224] Csapody Miklós (1955) irodalomtörténész, újságíró, szerkesztő, országgyűlési képviselő
- [0225] Csiszár Nagy László (1948) újságíró, író
- [0226] Csata Lajos (1941) újságíró, tanár
- [0227] Csatai Varga László (1935–2013) tanár, újságíró, hitoktató
- [0228] Csató József (1946) újságíró, szerkesztő
- [0229] Cséby Géza (1947) újságíró, műfordító, helytörténész
- [0230] Cselényi István (1943) főiskolai tanár, görögkatolikus lelkész, újságíró, főszerkesztő, költő
- [0231] Csengeri Ervin (1931) újságíró, író
- [0232] Csengey Dénes (1953–1991) író, országgyűlési képviselő
- [0233] Cser Gábor (1942–2018) újságíró, szerkesztő
- [0234] Cser Ildikó (1961) újságíró
- [0235] Cserbakőy Levente (1943) népművelő, újságíró
- [0236] Cserhalmi Imre (1934) újságíró, író
- [0237] Csermely Tibor (1934) tanár, újságíró, szerkesztő
- [0238] Csernus Lajos (1959) laptervező-képszerkesztő
- [0239] Csiby Sándor (1928) tanár, szerkesztő
- [0240] Csík Ibolya (1953) újságíró, szerkesztő
- [0241] Csiszér Alajos (1910–2001) újságíró
- [0242] Csonka Gabriella (1962) újságíró
- [0243] Csonkaréti Károly (1930) újságíró, szerkesztő
- [0244] Csontos János (1962–2017) főszerkesztő, író, költő
- [0245] Csorna Béla (1917–1998) újságíró, szerkesztő
- [0246] Csőke József (1927–2012) filmrendező, szerkesztő, újságíró
- [0247] Csupics Mária (1953–2012) rádióbemondó
- [0248] Csupor Tibor (1943) újságíró, szerkesztő, író
- [0249] Csurgay Judit (1956) újságíró, szerkesztő-riporter
- [0250] Csurka István (1934–2012) író, országgyűlési képviselő
- [0251] Csűrös Csilla (1960) újságíró, szerkesztő, műsorvezető
- [0252] Czafit Róbert (1962) zenei szerkesztő
- [0253] Czeglédi József (1939) idegenforgalmi közgazdász, szakíró
- [0254] Czegő Zoltán (1938) újságíró, költő
- [0255] Czigány György (1931) szerkesztő-riporter, költő
- [0256] Czirikusz János (1921) jogász, újságíró
- [0257] Czollner Katalin (1945) újságíró, szerkesztő

## D
- [0258] D. Felder Katalin (1947) újságíró, bibliográfus, tudományos kutató
- [0259] D. Szabó László (1926) újságíró, szerkesztő, író
- [0260] D. Veszelszky Sára (1948) tanár, újságíró
- [0261] Dallos Jenő (1940–2021) újságíró, karikaturista
- [0262] Dallos Zsuzsa (1954) újságíró
- [0263] Dám László (1948–2008) szerkesztő-műsorvezető, tudósító
- [0264] Damó László (1926–1995) katonatiszt, újságíró
- [0265] Dancs József (1908–2004) újságíró, író
- [0266] Dánfalvi Dezső (1945) operatőr
- [0267] Dankó Mihály (1950) újságíró
- [0268] Danó Anna (1961) újságíró
- [0269] Dányi László (1956) újságíró
- [0270] Deák Attila (1945) újságíró, szakíró
- [0271] Décsi Ágnes (1955) újságíró
- [0272] Decsi Kiss János (1949) újságíró, iparművész
- [0273] Dékány Kálmán (1921–1999) író, újságíró
- [0274] Demeter Zoltán (1945) újságíró, szerkesztő
- [0275] Demse Márton (1943) újságíró
- [0276] Dér Endre (1922–2004) újságíró, író, költő, szerkesztő, evangélikus lelkész
- [0277] Dér Ferenc (1929) újságíró, író
- [0278] Dérczy Péter (1951–2022) újságíró, főszerkesztő
- [0279] Déri Pál (1924) újságíró, rendőrtiszt, kriminológus
- [0280] Dési András (1965) újságíró
- [0281] Dési János (1964) újságíró
- [0282] Dési Péter (1946) újságíró, író, kiadóigazgató
- [0283] Dessewffy László (1926) tisztviselő, író, újságíró, sajtóirodavezető
- [0284] Dévényi Tibor (1947) újságíró, műsorvezető
- [0285] Dezső László (1955) újságíró
- [0286] Dezső Sándor (1955) újságíró, marketing vezető
- [0287] Dimény Judit (1938–2018) újságíró, a Magyar Rádió főmunkatársa
- [0288] Diószegi György (1936) főiskolai tanár, újságíró, író
- [0289] Dluhopolszky László (1951) karikaturista, szerkesztő
- [0290] Dlusztus Imre (1960) újságíró, főszerkesztő, költő, író
- [0291] Dobor Dezső (1954–2024) újságíró, szerkesztő-riporter
- [0292] Dobozi Eszter (1956–2019) költő, író, szerkesztő
- [0293] Dobrás Zsófia (1951) szerkesztő, kritikus, műfordító
- [0294] Dóczi Jusztina (1942) újságíró
- [0295] Dóka Zoltán (1929) evangélikus lelkész, újságíró
- [0296] Domán István (1922–2015) főrabbi, újságíró, főiskolai tanár
- [0297] Domonkos József (1949) újságíró
- [0298] Domonkos László (1951) újságíró, szerkesztő, író
- [0299] Dorogi Zsigmond (1931–1993) újságíró, rádiószerkesztő, rendező
- [0300] Döbrentei Kornél (1946) újságíró, író, költő
- [0301] Döbrentey Ildikó (1946) grafikus, forgatókönyvíró, főszerkesztő
- [0302] Dujcsik Mariann (1964) újságíró, tervező-szerkesztő
- [0303] Dukay Barna (1948) tervező-szerkesztő, grafikus, újságíró
- [0304] Dulai Sándor (1952) újságíró
- [0305] Dusza András (1945) újságíró

## E, É
- [0306] E. Kiss Csaba (1967) újságíró, költő
- [0307] Egressy Zoltán (1967) író, költő, műfordító, újságíró
- [0308] Eifert János (1943) fotóriporter, fotóművész, képszerkesztő
- [0309] Ekecs Géza (Cseke László) (1927–2017) újságíró
- [0310] Elek László (1952) újságíró, szerkesztő
- [0311] Éles Csaba (1951) egyetemi oktató, újságíró, szerkesztő
- [0312] Elmer István (1952) újságíró, író
- [0313] Ember Mária (1931–2001) újságíró, író. műfordító
- [0314] Enyedi Zoltán (1939–2009) újságíró, fotóriporter
- [0315] Eörsi István (1931–2005) író, költő, műfordító
- [0316] Eősze László (1923–2020) zenei szerkesztő, író, zongoratanár
- [0317] Eötvös Pál (1939) újságíró, főszerkesztő
- [0318] Erdei Grünwald Mihály (1944–2023) újságíró, író
- [0319] Erdei Iván György (1951) beszédtanár, újságíró, előadóművész
- [0320] Erdélyi András (1954) újságíró
- [0321] Erdélyi Mariann (1956) újságíró, szerkesztő
- [0322] Erdélyi István (1947) újságíró
- [0323] Erdélyi János (1955) újságíró, filmrendező
- [0324] Erdélyi Szerencse Ödön (1940) újságíró, riporter
- [0325] Erdődy János (1909–1996) író, műfordító, újságíró
- [0326] Erdős Pál Attila (1950) újságíró
- [0327] Erdősi-Imre Mária (1933) újságíró, szerkesztő
- [0328] Erki Edit (1933–2004) újságíró, író
- [0329] Erős D. Zoltán (1952) újságíró
- [0330] Erős Péter (1949) rendező-operatőr
- [0331] Erős Zoltán (1948) újságíró, szerkesztő
- [0332] Erőss Ferenc (1925) újságíró, főszerkesztő
- [0333] Erőss László (1934) újságíró, főszerkesztő, szakíró
- [0334] Érsek Iván (1942) újságíró, főszerkesztő
- [0335] Eszéki Erzsébet (1955) újságíró
- [0336] Esztergomi László (1940) újságíró, szerkesztő
- [0337] Ézsiás Erzsébet (1950) újságíró, szerkesztő, író

## F
- [0338] F. Nagy Angéla (1928–2017) újságíró, főszerkesztő, szakíró
- [0339] Fábián Gábor (1928) újságíró
- [0340] Fábián László (1940) író, költő, újságíró, esztéta
- [0341] Fábri Péter (1953) író, költő, újságíró
- [0342] Faggyas Katalin (1959) újságíró
- [0343] Farkas László (1931–2024) irodalomtörténész, újságíró, műfordító, szerkesztő
- [0344] Farkas Maya (1947) fotóriporter
- [0345] Farkas Olivér (1955) szerkesztő, költő
- [0346] Farkas P. József (1954) újságíró, szerkesztő
- [0347] Farkas Tibor (1948) újságíró, főszerkesztő
- [0348] Farkas Zoltán (1952) újságíró
- [0349] Farkasházy Tivadar (1945) humorista, dramaturg, főszerkesztő
- [0350] Fazekas Attila (1948) újságíró, grafikus
- [0351] Fehér Béla (1949) újságíró, író
- [0352] Fehér István (1940) újságíró
- [0353] Fehéri Tamás (1927–2002) rendező-operatőr
- [0354] Fehérvári Győző (1946) újságíró, szerkesztő
- [0355] Fejér Zoltán (1951) fotóriporter, szerkesztő
- [0356] Fejérvári Sándor (1952) zenei szerkesztő
- [0357] Fekete Klára (1954) újságíró
- [0358] Fekete Gyula (1922–2010) újságíró, író
- [0359] Fekete Sándorné Hary Márta (1934) újságíró
- [0360] Felber György (1947) producer
- [0361] Felletár Béla (1932–1998) zenetanár, újságíró
- [0362] Felsmann József (1945) külkereskedő, lapkiadó, újságíró, szerkesztő
- [0363] Felvégi Andrea (1955) fotóriporter, képszerkesztő
- [0364] Fenyeres Jenő (1944) főszerkesztő, lapkiadó
- [0365] Fenyő Katalin (1948) műsorszerkesztő
- [0366] Fenyvesi Ágnes (1964) újságíró
- [0367] Fenyvesi Félix Lajos (1946) költő, újságíró
- [0368] Fenyvesvölgyi Aranka (1940) újságíró, szerkesztő
- [0369] Ferencz Győző (1937) újságíró, fotós, szerkesztő, műfordító
- [0370] Feuer András (1948) újságíró, szerkesztő-riporter
- [0371] Feuer Mária (1932) főszerkesztő
- [0372] Feyér Zoltán (1947–2003) szerkesztő-riporter
- [0373] Filippinyi Éva (1947–2016) szerkesztő-riporter
- [0374] Fitos Vilmos (1913–2000) közíró, külkereskedő
- [0375] Flesch István (1938) újságíró, tudósító
- [0376] Fodor András (1929–1997) író, költő, könyvtáros
- [0377] Fodor Csilla (1955) újságíró
- [0378] Fodor Gábor (1934) újságíró, főszerkesztő
- [0379] Fodor Lajos (1924–2001) zenekritikus, karnagy, szerkesztő
- [0380] Fogas Pál (1928) újságíró
- [0381] Fogel József (1939) televíziós műsorkészítő, gyártásvezető
- [0382] Fonyó István Róbert (1942) újságíró, fotóriporter, költő, filmesztéta
- [0383] Forgács György (1956) újságíró, szerkesztő
- [0384] Forrai G. János (1933) újságíró, tanár
- [0385] Forró Evelyn (1949) újságíró
- [0386] Fóti Péter (1946) újságíró
- [0387] Föld S. Péter (1951) újságíró, író
- [0388] Földes Anna (1930–2017) újságíró, író, kritikus
- [0389] Földes-Bangha Károly (1939) újságíró, író
- [0390] Földesi József (1932) újságíró, főszerkesztő
- [0391] Földy Ottó (1931–2017) rádióbemondó
- [0392] Frank Júlia (1946–2022) újságíró, író, ínyesmester
- [0393] Franka Tibor (1952) újságíró
- [0394] Fried Alice (1942) újságíró
- [0395] Frigyesy Ágnes (1963) újságíró
- [0396] Frisch Oszkár (1950) tisztviselő, lapszerkesztő
- [0397] Fuchs Lívia (1947) újságíró, főiskolai adjunktus
- [0398] Fürj György István (1946) újságíró
- [0399] Fürjes Valéria (1948 - 1992) fotóriporter
- [0400] Füszter Ildikó (1946) újságíró
- [0401] Füzi László (1955) főszerkesztő, irodalomtörténész, kritikus

## G
- [0402] G. Mezei Mária (1949) bemondó
- [0403] G. Nagy Ágota (1955) újságíró
- [0404] Gaál Péter (1959) újságíró
- [0405] Gabnai Katalin (1948) újságíró, főiskolai tanár
- [0406] Gábor István (1928) újságíró
- [0407] Gál Farkas (1935) újságíró, költő, író
- [0408] Gál Zoltán (1940) újságíró
- [0409] Gál Zsuzsa (1934) újságíró
- [0410] Galambos Ágnes, Csontosné (1946) újságíró, szerkesztő
- [0411] Galambos Anita (1964) újságíró, fotóriporter
- [0412] Galántai Ferenc (1941) MÁV szóvívó, sajtófőnök
- [0413] Gállos Orsolya (1946) újságíró, műfordító
- [0414] Galovtsik Gábor (1953) szerkesztő, fotóriporter
- [0415] Gams Judit (1952) újságíró
- [0416] Gárdonyi Béla Tamás (1938) újságíró, szerkesztő
- [0417] Gárdos Miklós (1920–1998) szerkesztő, újságíró, író, költő
- [0418] Gárdosné Ludányi Katalin (1937) újságíró
- [0419] Gáspár Imre (1947) laptervező, tipográfus
- [0420] Gáspár István Gábor (1957) újságíró
- [0421] Gáspár Katalin (1951) újságíró, szerkesztő
- [0422] Gáspár Sarolta (1946) újságíró, szerkesztő-riporter
- [0423] Gáti István (1915) újságíró, olvasószerkesztő
- [0424] Gáti László (1950) szerkesztő
- [0425] Gazsó L. Ferenc (1953) újságíró, író, szerkesztő
- [0426] Géczy Zsolt (1968) újságíró
- [0427] Gelencsér Gábor (1953) újságíró
- [0428] Gellérfy László (1957) szerkesztő-riporter
- [0429] Gellért-Kis Gábor (1946) újságíró, szerkesztő, pártalkalmazott
- [0430] Gere Mara (1932–2012) dramaturg, szerkesztő
- [0431] Gerencsér Balázs (1964) újságíró, szociológus
- [0432] Gerencsér Ferenc (1911–1999) újságíró, író
- [0433] Gerencséri Jenő (1924) újságíró, író
- [0434] Gergely Mihály (1921–2007) író, szerkesztő
- [0435] Gerő János (1927–2004) újságíró, író
- [0436] Gerse László (1946) grafikus, karikaturista
- [0437] Gervai András (1948) újságíró, szerkesztő
- [0438] Gerzsenyi Sándor (1933) újságíró, író. lelkész
- [0439] Giczy György (1953) újságíró, szerkesztő, teológus, országgyűlési képviselő
- [0440] Góhér Gyula (1943) műsorszerkesztő
- [0441] Goják János (1930) római katolikus pap, újságíró, szerkesztő, tanár
- [0442] Gombkötő Gábor (1935) újságíró, főszerkesztő
- [0443] Gombos Gyula (1913–2000) író, lapszerkesztő
- [0444] Gombos László (1943) tv-rendező
- [0445] Góth Imre Árpád (1967) újságíró, tanító
- [0446] Göbölyös N. László (1956) újságíró, író
- [0447] Gőczey Zsuzsa (1948) zenei főszerkesztő
- [0448] Gömöri György (1934) egyetemi tanár, költő, író
- [0449] Görgényi Zoltán (1953) szerkesztő-riporter
- [0450] Görgey Gábor (1929–2022) író, színműíró, újságíró
- [0451] Gőz József (1941) újságíró, szerkesztő, író
- [0452] Gránitz Miklós (1943) fotóművész, újságíró
- [0453] Gréczy Zsolt (1964) újságíró
- [0454] Grigássy Éva (1925–2002) újságíró, költő, műfordító
- [0455] Gróf Lajos (1939) újságíró
- [0456] Gulay István (1946) újságíró, író
- [0457] Gulyás István (1962) tanár, szerkesztő
- [0458] Gulyás László (1950) újságíró, szerkesztő-riporter

## Gy
- [0459] Gyapay Dénes (1928–2004) újságíró, főszerkesztő
- [0460] Gyárfás Endre (1936) író, költő, szerkesztő
- [0461] Gyárfás Tamás (1949) újságíró, főszerkesztő
- [0462] Gyarmati László (1953) újságíró, költő, szerkesztőségvezető
- [0463] Gyenes Antal (1920–1996[12]) közgazdász, újságíró
- [0464] Gyertyán Ervin (1925–2011) szerkesztő, író
- [0465] Gyertyán László (1947) újságíró-fotóriporter
- [0466] Gyimesi László (1948–2020) népművelő, újságíró
- [0467] Gyócsi László (1947) újságíró
- [0468] Gyökér András (1944) gyártásvezető
- [0469] Gyöngyösi István (1945) agrármérnök, szerkesztő, szakíró
- [0470] Györffy László (1940–2009) újságíró, író, színész
- [0471] Győri Béla (1942–2023) újságíró, szerkesztő
- [0472] Győri György (1924) pedagógus, újságíró, szerkesztő
- [0473] Győri Kornél (1935) baptista lelkész, újságíró
- [0474] Győri Lajos (1954) újságíró, szerkesztő, író
- [0475] Györke Zoltán (1939) újságíró, költő
- [0476] Gyulai István (1930–2016) újságíró, főszerkesztő, szakíró
- [0477] Gyulay Zoltán (1952–2013) újságíró, szerkesztőségvezető
- [0478] Gyurácz Ferenc (1955) szerkesztő, író
- [0479] Gyurkovics Tibor (1931–2008) újságíró, író, költő, dramaturg

## H
- [0480] Hajba Ferenc (1954) újságíró
- [0481] Hajdú Ágnes Katalin (1957) tervező-szerkesztő, újságíró
- [0482] Hajdú Gábor (1935–1996) újságíró, író
- [0483] Hajdú Károly (1957) újságíró, író, szerkesztő-riporter
- [0484] Hajduska István (1913–1992) író, újságíró
- [0485] Hajduska János (1950) főszerkesztő
- [0486] Hajtun József (1924) újságíró
- [0487] Halász Péter (1939) újságíró, szerkesztő, néprajzkutató
- [0488] Halm Tamás (1954) újságíró, közgazdász
- [0489] Hamar Imre (1936) újságíró, szerkesztő, író
- [0490] Hámori Andrea (1963) újságíró
- [0491] Hámori Tibor (1931–2013) újságíró, író, főszerkesztő
- [0492] Hankó Ildikó (1940) újságíró, szerkesztő
- [0493] Hanthy Kinga (1957) újságíró
- [0494] Harangozó Márta (1941–2013) olvasószerkesztő
- [0495] Hardi Péter (1961) újságíró
- [0496] Hargitai Károly (1931–2010) újságíró, író, szerkesztő
- [0497] Hári Sándor (1926) újságíró, szerkesztő
- [0498] Harmat József (1928) újságíró
- [0499] Hárs György (1937–2016) újságíró, író, költő
- [0500] Harsányi László (1925) üzemgazdász, külkereskedő, újságíró
- [0501] Hárshegyi János (1946) újságíró
- [0502] Hatvani Dániel (1937–2006) szerkesztő, újságíró, költő
- [0503] Hauber Károly (1958) tanár, újságíró, főszerkesztő
- [0504] Hauer Lajos (1953) fotóriporter
- [0505] Hauswirth Magda (1903–1999) újságíró, karikaturista
- [0506] Havas Henrik (1949) újságíró, szerkesztő-riporter
- [0507] Havasi Terézia (1925) újságíró, író
- [0508] Hegedűs László (1936–2007) újságíró, szerkesztő, író, költő
- [0509] Hegedűs Tibor (1926–2002) újságíró, műfordító, műsorszerkesztő
- [0510] Hegoczki Ferenc (1943) újságíró, fotóriporter
- [0511] Hegyi Béla (1937) szerkesztő, író
- [0512] Hegyi Gyula (1951) politikus, újságíró, költő
- [0513] Heltai András (1931) újságíró
- [0514] Heltai Nándor (1930–2017) újságíró, szerkesztő, író
- [0515] Hemző Károly (1928–2012) fotóriporter, fotóművész, újságíró
- [0516] Herczeg György (1909–1992) újságíró
- [0517] Herskovits Iván (1961) szerkesztő
- [0518] Himer Zoltán (1930) újságíró, szerkesztő
- [0519] Hollai Hehs Ottó (1933) újságíró, színész
- [0520] Homa János (1956) főszerkesztő
- [0521] Homolay Károly (1961) tanár, újságíró
- [0522] Homonnay Zsombor (1946) újságíró, szerkesztő
- [0523] Hoppe Pál (1932) újságíró, tervező-szerkesztő
- [0524] Horling Róbert (1931–1992) fotóriporter, fotóművész
- [0525] Horpácsi Sándor (1939) újságíró, szerkesztő
- [0526] Hortobágyi Zoltán (1951) újságíró
- [0527] Horváth Csilla (1961) újságíró, rovatvezető
- [0528] Horváth D. Tamás (1954) közgazdász, újságíró, tudományos kutató
- [0529] Horváth Dezső (1936–2022) újságíró, író
- [0530] Horváth Gusztáv (1948) lapszerkesztő
- [0531] Horváth K. József (1954) újságíró
- [0532] Horváth Károly (1950) előadóművész, újságíró
- [0533] Horváth László (1931) újságíró, szerkesztő
- [0534] Horváth Mihály (1934) újságíró, szerkesztő
- [0535] Horváth Sz. István (1951) újságíró, író, fordító
- [0536] Horváth Zsóka (1929–1993[forrás?]) író, újságíró
- [0537] Hönsch Grete (1961) újságíró
- [0538] Hunyadi László (1948) operatőr
- [0539] Huppán Béla (1947–2014[13]) újságíró

## I, Í
- [0540] Ilkei Csaba (1939) újságíró, szerkesztő, országgyűlési képviselő
- [0541] Illés Ferenc (1938) újságíró, szerkesztő
- [0542] Illés Sándor (1914–2009) újságíró, író, költő, műfordító
- [0543] Imreh József (1934) szerkesztő-riporter
- [0544] Institórisz Zsigmond (1936) újságíró, szerkesztő
- [0545] Iván Katalin (1947–2021) újságíró

## J
- [0546] Jakabfi László (1948) újságíró
- [0547] Jakucs Márton (1960) szerkesztő-operatőr
- [0548] Jálics Kinga (1943–2019) újságíró, szerkesztő
- [0549] Jankó Árpád (1942) újságíró
- [0550] Jankovich Júlia (1942) televíziós műsorszerkesztő, művészettörténész, író
- [0551] Jankovics Attila (1958) kosárlabdázó, újságíró
- [0552] Jásdi Beáta (1954) újságíró, szerkesztő
- [0553] Jávor Ottó (1925–1995) szerkesztő, író, műfordító
- [0554] Jávor Péter (1950) újságíró
- [0555] Jávori Béla (1931–2008) újságíró, főszerkesztő
- [0556] Jávoszky Béla Szilárd (1965) újságíró
- [0557] Javorszky István (1952) újságíró, író
- [0558] Jelenszky László (1947) grafikus, karikaturista, újságíró
- [0559] Jeney Erzsébet (1965) zenei szerkesztő
- [0560] Jolsvai András (1953) újságíró, szerkesztő, író
- [0561] Jónás István (1955) újságíró, szerkesztő
- [0562] Joó Katalin (1929) újságíró, író
- [0563] Józsa Ágnes (1946) újságíró
- [0564] Józsa Benő (1946) újságíró
- [0565] Juhani Nagy János (1953–2007) újságíró, rovatvezető
- [0566] Juhász Árpád (1935) geológus, szakíró, főszerkesztő-helyettes
- [0567] Juhász Judit (1947) újságíró, kormányszóvivő
- [0568] Juhász Júlia (1920–2014) újságíró, szerkesztő

## K
- [0569] Kabáczy Szilárd (1930) fotóriporter
- [0570] Kaczúr István (1928) újságíró
- [0571] Kállai Katalin (1955) újságíró
- [0572] Kallus László (1924–1998) újságíró, karikaturista
- [0573] Kálmán Zsuzsanna Katalin (1965) újságíró
- [0574] Kálmány Kornélia Piroska (1927) újságíró
- [0575] Kamarás Péter (1953–2019) újságíró
- [0576] Kántor Péter (1949) költő, műfordító, szerkesztő
- [0577] Kanyó Béla (1939–2020) fotóriporter
- [0578] Kapitány Ágnes (1953) tudományos főmunkatárs, szakíró, szerkesztő
- [0579] Kapitány Gábor (1948) tudományos főmunkatárs, főszerkesztő, szakíró
- [0580] Kaposy Miklós (1933–2022) újságíró, szerkesztő, humorista
- [0581] Karcagi László (1947) újságíró
- [0582] Karczag László (1934–2012) újságíró, szerkesztő
- [0583] Karner Ágoston (1929) evangélikus lelkész, újságíró, szerkesztő
- [0584] Kárpáti György (1933–2023) filmrendező, főiskolai tanár
- [0585] Kárpáti Petronella (1948) szerkesztő
- [0586] Kartal Zsuzsa (1947–2011) újságíró, költő
- [0587] Kása Csaba (1963) újságíró
- [0588] Kassovitz László (1954) újságíró
- [0589] Kasuba Margit (1965) újságíró
- [0590] Kasza László (1937) újságíró
- [0591] Katona Terézia (1946) újságíró, szerkesztő, műfordító
- [0592] Katona Zsuzsa (1958) újságíró, szerkesztő
- [0593] Kecskés Sándor (1947) újságíró, főszerkesztő, stúdióvezető
- [0594] Kele János (1966) újságíró
- [0595] Kelecsényi László (1947) újságíró, író
- [0596] Kelemen István (1957) újságíró, látványtervező-operatőr, grafikus
- [0597] Kelemen József (1954) polgármester, újságíró, főszerkesztő
- [0598] Kelenváry J. László (1912–1995[14]) újságíró
- [0599] Kellei György (1947) újságíró, író
- [0600] Kemény István (1901–1993) újságíró, főszerkesztő
- [0601] Kende Péter (1952) ügyvéd, újságíró, főszerkesztő
- [0602] Kenéz Ferenc (1944) újságíró, költő
- [0603] Kepes András (1948) újságíró
- [0604] Keresztény Gabriella (1954) újságíró
- [0605] Keresztury Tibor (1962) újságíró, olvasószerkesztő
- [0606] Kereszty András (1942-2024) újságíró, szerkesztő, író
- [0607] Kerner István (1943) újságíró
- [0608] Kerner Lőrinc (1946) újságíró, stúdióvezető
- [0609] Kertész Magda (1911–2003) újságíró, író
- [0610] Kertész Ottó (1925) újságíró
- [0611] Kertész Tivadar (1926) újságíró, szerkesztő, római katolikus pap, népművelő
- [0612] Kéry Péter (1951) operatőr
- [0613] Kesztyűs Ferenc (1932) újságíró, képzőművész, szerkesztő
- [0614] Kibédi Varga Sándor (1946–2015) újságíró, író
- [0615] Kildi Tivadar (1921) újságíró, író
- [0616] Kipke Tamás (1952–2023) újságíró, szerkesztő, író
- [0617] Király Pál (1932) erdőmérnök, újságíró, szerkesztő
- [0618] Kis Zoltán (1962) újságíró, író
- [0619] Kisfalviné Orutay Mária (1945) népművelő, újságíró, szerkesztő
- [0620] Kisgergely József (1949–2023) újságíró, táncművész
- [0621] Kispista István (1924) újságíró, szerkesztő, író
- [0622] Kiss Antal (1924) újságíró, szerkesztő
- [0623] Kiss Csaba (1960) újságíró, lektor, főszerkesztő
- [0624] Kiss Dénes (1936–2013) író, költő, irodalmi szerkesztő, újságíró
- [0625] Kiss Domokos (1952) református lelkész, szerkesztő
- [0626] Kiss G. Péter (1953) fotóriporter
- [0627] Kiss Gyöngyi (1944) zenei szerkesztő
- [0628] Kiss Irén (1947–2023) újságíró, költő, író
- [0629] Kiss István (1943) újságíró, szerkesztő
- [0630] Kiss Kálmán (1939) tanár, költő, szerkesztő
- [0631] Kiss Károly (1930–1998) újságíró, író, főszerkesztő, műfordító
- [0632] Kiss Pál (1950) újságíró, szerkesztő
- [0633] Kiss Szemán Róbert (1962) újságíró, szerkesztő, műfordító
- [0634] Kiss Tamás (1964) újságíró
- [0635] Kiszely István (1932–2012) antropológus, újságíró, szakíró
- [0636] Kloss Andor (1941) újságíró, főszerkesztő
- [0637] Knézy Jenő (1944–2003) újságíró
- [0638] Kóbor László (1946) újságíró
- [0639] Kocsis Györgyi (1952) újságíró
- [0640] Kocsis István (1940) író, szerkesztő, dramaturg
- [0641] Kocsis Katalin (1967) újságíró
- [0642] Kocsis L. Mihály (1943) újságíró, főszerkesztő-helyettes
- [0643] Kocsis Tamás (1935–2024) újságíró, szerkesztő
- [0644] Koczka István (1937) fotóriporter, újságíró, szerkesztő
- [0645] Kolczonay Katalin (1948) újságíró
- [0646] Koller M. Gábor (1958) szerkesztő
- [0647] Koloh Elek (1955) újságíró, író
- [0648] Kolozsi Béla (1945) pszichiáter, tudományos kutató, szerkesztő
- [0649] Koltai Tamás (1942–2015) újságíró, író, főszerkesztő
- [0650] Komáromi Ákos (1956) újságíró, szerkesztő-riporter, sajtóügynök
- [0651] Komáromi Attila (1942) újságíró, tanár
- [0652] Komlós József (1961) újságíró, író
- [0653] Komor Vilma (1930) újságíró, műfordító
- [0654] Koncz Mária (1953) újságíró
- [0655] Koncz Virág (1961) szerkesztő, tudományos munkatárs
- [0656] Konczek József (1942) újságíró, író, költő, műfordító
- [0657] Kondor Katalin (1946) újságíró, műsorvezető
- [0658] Kopeczky Lajos (1935) szerkesztő-riporter
- [0659] Kopp Mária (1942–2012) orvos, pszichológus, főszerkesztő
- [0660] Korányi G. Tamás (1960) újságíró
- [0661] Korbuly Péter (1946) színész, rádióbemondó, tv-műsorvezető
- [0662] Kormos Endre (1956) újságíró, szerkesztő
- [0663] Korom András (1962) újságíró
- [0664] Korsós Imre (1947) újságíró, marketing igazgató, irodalmi vezető szerkesztő
- [0665] Kósa Csaba (1943–2016) újságíró, főszerkesztő, író
- [0666] Kósa Somogyi György (1959) újságíró. szerkesztő, riporter
- [0667] Kovács Dénes Pál (1926) jogtanácsos, újságíró
- [0668] Kovács Éva (1961) újságíró
- [0669] Kovács György (1933–1996) újságíró, ejtőernyős oktató
- [0670] Kovács István (1922) újságíró, szakíró
- [0671] Kovács Klára (1947) újságíró
- [0672] Kovács P. Attila (1964) újságíró, matematikus, tanársegéd
- [0673] Kovács Tamás (1960) újságíró
- [0674] Kovács Zoltán (1952) újságíró
- [0675] Kovár Gyula (1946) újságíró
- [0676] Kováts Flórián (1948–2011) népművelő, újságíró
- [0677] Kováts Tibor (1922) közgazda, szerkesztő, szakíró
- [0678] Kozári Réka (1966) újságíró, riporter
- [0679] Kozma Gábor (1952) újságíró, író
- [0680] Kozma Géza (1927) újságíró, közgazda
- [0681] Kozma Huba (1943) középiskolai tanár, újságíró, országgyűlési képviselő
- [0682] Kozma Tamás (1939) tudományos kutató, szakíró, szerkesztő
- [0683] Kőbányai János (1951) író, főszerkesztő
- [0684] Kőkúti Dénes (1929) újságíró, csoportvezető
- [0685] Könczöl Csaba (1947–2004) újságíró, író, műfordító
- [0686] Körmendi Lajos (1946–2005) újságíró, szerkesztő, író
- [0687] Kőszegi Lajos (1956) újságíró, szerkesztő
- [0688] Köteles Pál (1927–1991) újságíró, író
- [0689] Kővári Péter (1942–2015) műsorszerkesztő, főszerkesztő, filmrendező
- [0690] Kőváry E. Péter (1947–2015) újságíró, író
- [0691] Köves István (1938) újságíró, szerkesztő, költő
- [0692] Köves József (1938–2025) újságíró, író
- [0693] Köves Rózsa (1909–1992) újságíró
- [0694] Kövesdy Zsuzsanna (1952) szerkesztő-riporter
- [0695] Krasztev Péter (1965) újságíró, szerkesztő, irodalomtörténész
- [0696] Krausz Tivadar (1963) újságíró, író, költő
- [0697] Krémer József (1948) újságíró, műfordító, költő
- [0698] Krista Gábor (1963) fotóriporter
- [0699] Kristóf Attila (1938–2015) újságíró, író
- [0700] Kristóf László (1927–1994) újságíró, fotóriporter
- [0701] Krizsik Alfonz (1935) zenész, előadóművész, újságíró
- [0702] Kroó László (1921) újságíró, író
- [0703] Krutek József (1951) újságíró
- [0704] Kruzslicz Pál (1948–2017) népművelő, újságíró
- [0705] Kuvatov János (1935) rendőr, újságíró, szerkesztő
- [0706] Kukorelly Endre (1951) költő, író, szerkesztő
- [0707] Kulcsár Ödön (1929) újságíró, könyvkiadó, szerkesztő
- [0708] Kun Erzsébet (1926–1996) újságíró, író
- [0709] Kunfalvi Rezső (1905–1998) tanár, újságíró
- [0710] Kunkovács László (1942) újságíró, szerkesztő, fotóművész
- [0711] Kunszeri Béla (1909–1996) szerkesztő, jogász, újságíró
- [0712] Kunvári Antal (1933) szerkesztő, reklámszakértő
- [0713] Kurucz Gyula (1944–2015) író, újságíró, műfordító
- [0714] Kutas Ferenc (1940) újságíró, szerkesztő
- [0715] Kutasi Ferenc (1947) újságíró, szerkesztő
- [0716] Kútvölgyi Mihály (1944) újságíró, szerkesztő, fotóriporter, fotóművész

## L
- [0717] L. Murányi László (1956) újságíró
- [0718] Laczkó András (1943) újságíró, író
- [0719] Ladányi Zsuzsanna (1949) újságíró
- [0720] Lakatos Attila (1947) újságíró, szerkesztő
- [0721] Lakatos Ernő (1930–2018) szerkesztő, diplomata
- [0722] Lakatos Ferenc (1939) újságíró, karikaturista
- [0723] Lakatos György (1918–2001) újságíró, filozófus, sportvezető
- [0724] Lakatos Mária (1957) újságíró
- [0725] Láng Éva (1925–2013) újságíró, költő
- [0726] Láng Judit (1955) újságíró, szerkesztő
- [0727] Láng Péter (1941) újságíró, szerkesztő, kormánytanácsadó
- [0728] Lantos Anna (1931) újságíró
- [0729] Lányi György (1924) újságíró, főszerkesztő, szakíró
- [0730] László Balázs (1944) kormányszóvívó, műfordító
- [0731] László Ferenc (1951) újságíró
- [0732] László György (1931–2011) a Magyar Rádió osztályvezetője, főszerkesztő
- [0733] László Lajos (1925–2009) író, újságíró
- [0734] László Zsuzsa (1938) újságíró, riporter, sajtóelőadó
- [0735] Lázár Eszter (1937) újságíró, zenei szerkesztő
- [0736] Lázár István (1933–1997) újságíró, író, főszerkesztő
- [0737] Lázár Lajos (1945) újságíró
- [0738] Lechner Barnabás (1958) újságíró, szerkesztő
- [0739] Légrády Eszter (1940) újságíró, sajtószóvívó
- [0740] Lénárt György (1922) újságíró, műfordító
- [0741] Lendvai Béla (1969) újságíró
- [0742] Lendvai Emil (1954) újságíró
- [0743] Lengyel Péter (1939) újságíró, író, műfordító
- [0744] Lepies György (1935–2019) újságíró, író
- [0745] Leskó László (1943–2001) újságíró, író
- [0746] Lévai Béla (1914–1991) újságíró, szerkesztő, író
- [0747] Lévai György (1941) dokumentátor, szerkesztő
- [0748] Lévai Zoltán (1929) gépészmérnök, egyetemi tanár
- [0749] Libisch Győző (1940) újságíró, szerkesztő, költő
- [0750] Liebmann Katalin (1966) újságíró, szerkesztő-riporter
- [0751] Lindák Mihály (1949) katonatiszt, újságíró
- [0752] Lindner László (1916–2004) újságíró, szakíró
- [0753] Lipokatity Gábor (1967) újságíró
- [0754] Liptay Katalin (1950) riporter, irodalmi szerkesztő, újságíró
- [0755] Liszkay Tamás (1930) főszerkesztő
- [0756] Litya László (1949) újságíró, költő
- [0757] Lóska Lajos (1951) újságíró, szerkesztő, művészettörténész
- [0758] Losonczy Vass László (1952) újságíró
- [0759] Lovas Dániel (1954) újságíró, főszerkesztő
- [0760] Lovas István (1945–2018) újságíró, szerkesztő
- [0761] Lovász Péter (1946) újságíró
- [0762] Lőcsei Pál (1922–2007) újságíró, szociológus
- [0763] Lőcsei Gabriella (1945) újságíró
- [0764] Lőcsös Igaz Péter (1917–2001) újságíró
- [0765] Lőrincz Andrea (1946) zenei szerkesztő
- [0766] Lukács László (1936–2023) római katolikus pap, a Kalazantinum igazgató, főszerkesztő
- [0767] Lukács Mária (1928–2018) újságíró, szerkesztő
- [0768] Lukácsy András (1930–2023) újságíró, író
- [0769] Luzsicza Lajos (1920–2005) festőművész, szerkesztő, művészeti igazgató

## M
- [0770] M. Lengyel László (1956) újságíró
- [0771] M. Magyar László (1958) újságíró
- [0772] Maczó János István (1950) diszpécser, újságíró, szerkesztő
- [0773] Magyar István (1934) újságíró
- [0774] Magyar Katalin (1940) újságíró, író
- [0775] Magyar Pál (1918–2001) újságíró, szakíró
- [0776] Magyar Péter (1940) újságíró
- [0777] Magyari Beck Anna (1944) író, újságíró, műfordító
- [0778] Major Ottó (1924–1999) író, költő, újságíró
- [0779] Major Sándor (1929) szerkesztő
- [0780] Majoros Klára (1955) újságíró, szerkesztő
- [0781] Mák Ferenc (1956) újságíró, író
- [0782] Makovics János (1963) újságíró, szerkesztő, költő
- [0783] Malonyai Péter (1952) újságíró
- [0784] Marafkó László (1944) újságíró, író
- [0785] Marjai Imre (1913–1997[15]) újságíró, szakíró
- [0786] Markovics Ferenc (1936–2019) fotóművész
- [0787] Márkus Béla (1945) újságíró, főszerkesztő, író
- [0788] Márok Tamás (1963) újságíró
- [0789] Maróti László Ferenc (1942) sajtószóvívó, újságíró, tudományos kutató
- [0790] Martinkó Károly (1933) újságíró, író, rendőr
- [0791] Márton András (1954) főszerkesztő, újságíró, zenész
- [0792] Márton György (1962) újságíró
- [0793] Márton József (1946) operatőr
- [0794] Márványi Péter (1954–2022) újságíró
- [0795] Mátay Andrea (1955) atléta, magasugró, újságíró, tanár
- [0796] Máté József (1949) fényképész, újságíró
- [0797] Máthé Hajnal (1957) újságíró
- [0798] Matula Gy. Oszkár (1938) újságíró
- [0799] Matuska Márton (1936) újságíró, szerkesztő, író
- [0800] Mátyás B. Ferenc (1943–2024) főszerkesztő, író
- [0801] Mayer Éva (1944) újságíró, író, fordító
- [0802] Mayer György (1955) újságíró, szerkesztő
- [0803] Mécs-Halász Mariann (1938) irodalmi szerkesztő
- [0804] Medgyasszay Gy. Béla (1944) fotóriporter, újságíró
- [0805] Medgyessy Ildikó (1944) újságíró, főszerkesztő
- [0806] Medve Imola (1939) újságíró
- [0807] Megay László (1941–1998) újságíró, ifjúsági író
- [0808] Megyesi Gusztáv (1950–2016) újságíró
- [0809] Mélykúti Attila (1947) újságíró, szerkesztő
- [0810] Ménesi György (1951) újságíró, költő
- [0811] Menyhárt László (1949) újságíró, művészeti író
- [0812] Merseváti Takáts Árpád (1938) újságíró
- [0813] Mesterházi Márton (1941–2022) rádiódramaturg, műfordító, irodalomtörténész
- [0814] Mészáros Gábor (1966) újságíró
- [0815] Mészáros István (1944) újságíró, író
- [0816] Mészáros Zsolt (1964) újságíró
- [0817] Metz Katalin (1938–2010) újságíró
- [0818] Mezei Károly (1951) szerkesztő
- [0819] Mezey Katalin (1943) költő, író, műfordító, újságíró
- [0820] Mezey László Miklós (1953) szerkesztő, újságíró, író, könyvtáros
- [0821] Mező Éva (1959) újságíró
- [0822] Mező Ferenc (1951–2017) újságíró, költő, szerkesztő
- [0823] Mihályi Gábor (1923–2021) szerkesztő, író, fordító
- [0824] Miklay Jenő (1952) újságíró
- [0825] Miklósi László (1912–2011[16]) újságíró, szerkesztő
- [0826] Miksa Lajos (1943) újságíró
- [0827] Milassin Béla (1925) újságíró
- [0828] Milosevits Péter (1952–2021) újságíró, műfordító, költő
- [0829] Misley Pál (1942) újságíró, szerkesztő, műfordító
- [0830] Móczár Béla (1939) kertészeti szakíró, újságíró, szóvívó
- [0831] Mohay Gábor (1946) újságíró
- [0832] Moldoványi Ákos (1944) újságíró, szerkesztő, műsorvezető
- [0833] Moldvay Győző (1925–1996) újságíró, költő, szerkesztő
- [0834] Molnár Aurél (1911–2000) újságíró
- [0835] Molnár Csilla (1970) újságíró
- [0836] Molnár Dániel (1945–2003) újságíró
- [0837] Molnár Edit (1933) fotóriporter, fotóművész
- [0838] Molnár Éva (1956) zenei szerkesztő
- [0839] Molnár Éva Julianna (1947) újságíró, szerkesztő
- [0840] Molnár Géza (1923–2011) újságíró, író
- [0841] Molnár János (1949) könyvtáros, szerkesztő, újságíró
- [0842] Molnár Lajos (1960) költő, újságíró
- [0843] Molnár Miklós (1946) újságíró, író, költő, műfordító
- [0844] Molnár Pál (1952) újságíró
- [0845] Monos Zsuzsa (1957) újságíró
- [0846] Monspart Éva (1944) újságíró, szakíró
- [0847] Mónus Miklós (1941) újságíró, szerkesztő, író
- [0848] Mucsi Géza (1955) újságíró
- [0849] Murányi Gábor (1954) újságíró
- [0850] Müller Magda (1932) újságíró, szerkesztő

## N
- [0851] Nádasi Antal (1934–1994) újságíró, író főszerkesztő
- [0852] Nádor István (1938) népművelő, újságíró
- [0853] Nádor Tamás (1934–2008) újságíró, író, költő
- [0854] Nádudvari Anna (1946–2020) újságíró, író
- [0855] Nagy Alpár (1938) főiskolai docens, újságíró
- [0856] Nagy Éva (1953) újságíró
- [0857] Nagy Ferenc (1931) jezsuita szerzetes, újságíró, szerkesztő
- [0858] Nagy Gáspár (1949–2007) író, költő, szerkesztő
- [0859] Nagy György (1953–2017) szerkesztő-riporter
- [0860] Nagy István Attila (1947) újságíró, szerkesztő, költő
- [0861] Nagy Jenő (1952) újságíró, szerkesztő
- [0862] Nagy Károly (1932–2022) újságíró, író
- [0863] Nagy Katalin (1960) újságíró, szerkesztő-riporter
- [0864] Nagy Lajos (1930) újságíró, szerkesztő
- [0865] Nagy Mihály (1961) újságíró
- [0866] Nagy Miklós (1925) újságíró, minisztériumi csoportvezető
- [0867] Nagy Miklós (1955) tervező-szerkesztő
- [0868] Nagy Péter József (1954) újságíró, rendőr
- [0869] Nagy Tünde (1966) újságíró
- [0870] Nagy Z. László (1960) fotóriporter
- [0871] Nánási László (1946) újságíró
- [0872] Nemes János (1921–2012) újságíró, író, főszerkesztő
- [0873] Nemesi László (1953) újságíró, szerkesztő
- [0874] Németh Ferenc (1932) újságíró
- [0875] Németh Zsuzsa (1956) újságíró
- [0876] Némethy Mária (1955) újságíró
- [0877] Németi Irén (1919–2018) újságíró, főszerkesztő
- [0878] Németi Rudolf (1948–2016) újságíró, szerkesztő, műfordító, költő
- [0879] Nemlaha György (1941) újságíró, szerkesztő, műsorvezető
- [0880] Niedzielsky Katalin (1953) újságíró, szerkesztő
- [0881] Nikolényi István (1941–2014) újságíró, művészeti vezető
- [0882] Nógrádi Gábor (1947) újságíró, író, költő
- [0883] Nothoff Ingrid (1969) újságíró
- [0884] Novák Béla Dénes (1951) újságíró, költő
- [0885] Novák Gábor (1943) újságíró, szerkesztő

## Ny
- [0886] Nyárády Gábor (1922–2003) újságíró, író
- [0887] Nyerges András (1940) újságíró, költő, író
- [0888] Nyilassy Ferenc (1959) újságíró
- [0889] Nyitrai Péter (1945) újságíró
- [0890] Nyulasi Aladárné (1946) tanár, újságíró

## O, Ó
- [0891] Ocsovszky László (1943) újságíró, szerkesztő
- [0892] Oláh Éva (1944) újságíró, szerkesztő
- [0893] Oláh Gábor (1938) főszerkesztő, filmrendező
- [0894] Oláh Gábor (1950) fotóriporter, újságíró, fotóművész
- [0895] Oláh Zoltán (1959–2015) újságíró, szerkesztő, költő
- [0896] Olajos Csongor (1941) szerkesztő-riporter
- [0897] Oltványi Ottó (1925–2011) újságíró, az MTI vezérigazgatója
- [0898] Ónody György (1934–2020) újságíró, író
- [0899] Oravecz Imre (1943) újságíró, költő, műfordító
- [0900] Orbán Ottó (1936–2002) költő, író, újságíró
- [0901] Ordas Iván (1928–1998) író, újságíró
- [0902] Orha Zoltán (1957) újságíró, csillagász
- [0903] Ormándlaky Ernő (1951) sajtófőnök, újságíró
- [0904] Orosz András (1925–2001?) újság- tervező-szerkesztő
- [0905] Orosz B. Erika (1956) újságíró

## Ö, Ő
- [0906] Ördögh Csilla (1949) újságíró, szerkesztő
- [0907] Örsi Ferenc (1927–1994) író, újságíró

## P
- [0908] P. Bodzsár Erzsébet (1955) újságíró
- [0909] P. Horváth Gábor (1957) újságíró
- [0910] P. Kovács Imre (1932–1996) újságíró
- [0911] P. Skoda Irén (1954) újságíró
- [0912] P. Szabó József (1931) újságíró, főszerkesztő, író
- [0913] P. Szűcs Julianna (1946) főszerkesztő, író
- [0914] Pachner Edit (1953) újságíró
- [0915] Paczkó János (1942) tervező-szerkesztő, művészeti vezető
- [0916] Pádár András (1935) újságíró, tervező-szerkesztő
- [0917] Pádár Zoltán (1949) közgazda, újságíró
- [0918] Padisák Mihály (1930–2014) író, újságíró, szerkesztő
- [0919] Paizs Tibor (1946–2014) újságíró, író, költő
- [0920] Pákolitz István (1919–1996) szerkesztő, költő, író, műfordító
- [0921] Pákozdi Judit (1944) újságíró, szerkesztő, szakíró
- [0922] Pál László (1926) újságíró, szakíró, főiskolai tanár
- [0923] Palásti Péter (1956–2020) újságíró
- [0924] Palatinus István (1925) újságíró
- [0925] Pálfalvi Gábor (1952) újságíró, szerkesztő-riporter, író
- [0926] Pálfalvi Nándor (1931) újságíró, író
- [0927] Pálfy G. István (1945) főszerkesztő
- [0928] Pálfy József (1922–2001) újságíró, szakíró
- [0929] Palkó István (1964) újságíró, szerkesztő
- [0930] Pálmai Katalin (1950) újságíró, szerkesztő, tv-vállalkozó
- [0931] Pálné Zielbauer Gizella (1943) főiskolai oktató, újságíró
- [0932] Palotás Ágnes (1956) szerkesztő, riporter
- [0933] Pálréti Ágoston (1942) újságíró, vezető szerkesztő
- [0934] Palugyai István (1954) újságíró
- [0935] Pályi András (1942) újságíró, író, műfordító
- [0936] Pándi Marianne (1924–2009) újságíró, zenekritikus, szakíró
- [0937] Pap János (1918–2002) újságíró, szakíró
- [0938] Pápai Gábor (1961) grafikusművész, főszerkesztő-helyettes
- [0939] Papp Ágnes (1953) szerkesztő, tanár
- [0940] Papp Dénes (1957) újságíró
- [0941] Papp Gábor Zsigmond (1966) újságíró
- [0942] Papp Győző (1959) újságíró
- [0943] Papp Lajos (1936–2020) újságíró, költő
- [0944] Papp Márió (1948) újságíró, költő, író
- [0945] Papp Zoltán (1955) újságíró, igazgató
- [0946] Parancs János (1937–1999) újságíró, szerkesztő, költő, műfordító
- [0947] Pardi Anna (1945) újságíró, költő
- [0948] Párkány László (1932) újságíró, szerkesztő-riporter
- [0949] Páskándi Géza (1933–1995) író, színműfordító, újságíró
- [0950] Pass Antal András (1948) újságíró
- [0951] Pásztor László (1921) politikus, újságíró, szerkesztő, vegyész, gyógyszerész
- [0952] Pataki Gábor (1960) fotóriporter
- [0953] Pató Zsuzsa (1959) újságíró
- [0954] Pauer László (1953) kutató technikus, újságíró
- [0955] Payer János (1922) újságíró, szerkesztő
- [0956] Pécsi Tibor (1940) újságíró, szakíró, szerkesztő, fordító
- [0957] Pecze Ferenc (1922) jogász, tudományos tanácsadó, újságíró, szakíró
- [0958] Péhl Gabriella (1958) újságíró, riporter
- [0959] Perjés Klára (1947) újságíró, szerkesztő-riporter
- [0960] Pesty László (1964) operatőr, szerkesztő-riporter, főszerkesztő
- [0961] Peták István (1940–2015) újságíró, főszerkesztő
- [0962] Petán Péter (1959) újságíró
- [0963] Pethes József (1954–2011) újságíró
- [0964] Pethő László (1944) újságíró, költő, szerkesztő
- [0965] Petneházi Attila (1964) újságíró
- [0966] Pető Gábor Pál (1926) újságíró, szakíró
- [0967] Pető Zsuzsa (1958) fotóriporter
- [0968] Petrik József (1956) újságíró
- [0969] Pfeiffer Julianna (1945) szerkesztő, riporter
- [0970] Pilhál György (1950) újságíró
- [0971] Pinczési Pál (1921–1995) újságíró, főszerkesztő
- [0972] Pintér Dezső (1949) újságíró, műsorvezető-szerkesztő
- [0973] Pintér Tamás (1930–2017) újságíró, író
- [0974] Pirityi Éva (1951) divattervező, újságíró
- [0975] Pirityi Sándor (1925–2009) újságíró
- [0976] Piros Christa (1954) szerkesztő, író, fordító
- [0977] Podonyi Hedvig (1964) újságíró
- [0978] Pogonyi Lajos (1947) újságíró
- [0979] Polgár Gyula (1956) újságíró, szerkesztőségvezető-helyettes
- [0980] Polgárdy Géza (1946) közgazda, újságíró
- [0981] Polgárdy Géza id. (1908–1991) újságíró, szerkesztő
- [0982] Polner Zoltán (1933–2017) újságíró, költő, néprajzkutató
- [0983] Pomezanski György (1942) szerkesztő, műsorvezető
- [0984] Pongrácz György (1939–2001) újságíró, főszerkesztő, író
- [0985] Pongrácz Judit (1949) szerkesztő, riporter
- [0986] Poós András (1954) műsorszerkesztő
- [0987] Porcsin Zsolt (1941) rendező-operatőr, szerkesztő
- [0988] Poros László (1941) rendező-operatőr, szerkesztő
- [0989] Porth Etelka (1953) újságíró
- [0990] Pósa Zoltán (1948) író, kritikus, újságíró
- [0991] Prohászka László (1953) újságíró, jogtanácsos
- [0992] Pulai Sára (1951) újságíró, szerkesztő
- [0993] Pusztai Lajos (1952) újságíró
- [0994] Pusztaszeri László Lajos (1942) újságíró, író
- [0995] Pünkösti Árpád (1936–2014) újságíró, író

## R
- [0996] R. Székely Julianna (1948) újságíró, író
- [0997] Raáb György (1936) újságíró, szerkesztő, műfordító
- [0998] Rab László (1957) újságíró
- [0999] Rab Zsuzsa (1926–1998) újságíró, költő, műfordító
- [1000] Rácz Gábor (1940) újságíró
- [1001] Rácz Péter (1951) újságíró, műfordító
- [1002] Radics Péter (1962) újságíró, szerkesztő-riporter
- [1003] Radó György (1912–1994) író, műfordító, irodalomtörténész
- [1004] Ráduly Margit (1946–2019) szerkesztő, újságíró
- [1005] Radványi Dorottya (1962) újságíró, bemondó, műsorvezető
- [1006] Rajk András (1920–2002) újságíró, író, kritikus
- [1007] Rák Béla (1945) újságíró, karikaturista, dalszövegíró
- [1008] Rapcsányi László (1925–2013) újságíró, író
- [1009] Rathmanné Túry Mária (1938) szerkesztő
- [1010] Ráthonyi János (1912–1995) újságíró
- [1011] Rátz Ottó (1966) újságíró, szerkesztő
- [1012] Rayman Katalin (1912–2011) újságíró, szerkesztő, műfordító
- [1013] Rédey Pál (1923–2002) evangélikus lelkész, újságíró, író
- [1014] Réger Antal (1940) főszerkesztő
- [1015] Regős László (1929–1997) újságíró, író, szerkesztő
- [1016] Regős Sándor (1934–2007) újságíró
- [1017] Reményi Gyenes István (1909–2001) újságíró, író, műfordító, zenész
- [1018] Reményi József Tamás (1949–2023) újságíró, író
- [1019] Révész Sándor (1956) újságíró, szakíró, egyetemi tanársegéd
- [1020] Ribánszky László (1941) újságíró
- [1021] Riedel Lóránt (1944) könyvkiadó ügyvezető, szerkesztő, technika-történész
- [1022] Ritter Aladár (1903–1993) újságíró
- [1023] Róbert László (1926–2019) újságíró, főszerkesztő, riporter
- [1024] Robotos Imre (1911–2001) újságíró, író, irodalomtörténész
- [1025] Rónai Mihály András (1913–1992) újságíró, író, költő, műfordító
- [1026] Rónay László (1937–2018) irodalomtörténész, egyetemi tanár, főszerkesztő
- [1027] Rosdy Pál (1932–2023) újságíró
- [1028] Roszprim Nándor (1954) újságíró, szerkesztő
- [1029] Rozgics Mária (1954) újságíró
- [1030] Rozgonyi István (1944) újságíró
- [1031] Rózsa András (1935–2016) újságíró, író, költő
- [1032] Rózsa Endre (1941–1995) újságíró, költő, szerkesztő
- [1033] Rózsa György (1909–1992) producer
- [1034] Rózsa György (1947) vállalkozó, műsorvezető
- [1035] Rózsa Péter (1953) újságíró
- [1036] Ruffy Péter (1914–1993) újságíró, író
- [1037] Rumpler Mária (1954) újságíró
- [1038] Ruszkai Katalin (1928–2005) újságíró, szerkesztő
- [1039] Ruttkay Anna (1941) újságíró, szerkesztő

## S
- [1040] S. Horváth Klára (1939) újságíró, író
- [1041] S. Nagy Márta (1943) újságíró
- [1042] S. Tóth János (1962) újságíró
- [1043] Sáfrány József (1952) szerkesztő-riporter-operatőr
- [1044] Sághy Ildikó (1941) újságíró, főszerkesztő, evangélikus lelkész
- [1045] Ságody János (1927) újságíró, feltaláló, főiskolai tanár
- [1046] Sajgó Szabolcs (1951) jezsuita szerzetes, újságíró, főszerkesztő, költő
- [1047] Salánki Miklós (1952) újságíró
- [1048] Salga Attila (1945) egyetemi adjunktus, újságíró
- [1049] Salgó Gábor (1917–?) újságíró, szakfordító
- [1050] Samu András (1930–2001?) újságíró
- [1051] Sándor András (1923–1997) újságíró, író, műfordító, szerkesztő
- [1052] Sándor Anikó (1953) szerkesztő-riporter
- [1053] Sándor György (1938) újságíró, író, előadóművész, humoralista
- [1054] Sándor István Tamás (1926–2013) újságíró, író, jogtanácsos
- [1055] Sándor Iván (1930) újságíró, író, szerkesztő
- [1056] Sándor Teréz (1930) újságíró, szerkesztő
- [1057] Sánta György (1937) újságíró, szerkesztő, író
- [1058] Sárándi József (1945–2024) újságíró, költő, író
- [1059] Sárdi Anna (1944–2018) műsorszerkesztő
- [1060] Sárdi Mária (1929) újságíró, szerkesztő
- [1061] Sárhidai Gyula Rudolf (1945) újságíró, szerkesztő, szakíró
- [1062] Sári Géza (1944) gazdálkodó, újságíró
- [1063] Sári Judit (1970) újságíró
- [1064] Sári Katalin (1950) újságíró, művészettörténész
- [1065] Sári László (1950) újságíró, dramaturg
- [1066] Sarkadi László (1930–1998) újságíró, szerkesztő, minisztériumi sajtóiroda vezető
- [1067] Sarkady Mária (1933) újságíró, író
- [1068] Sárközy Erika (1947) újságíró, főszerkesztő
- [1069] Sarusi Mihály (1944) újságíró, író
- [1070] Schiffer Péter (1943) újságíró, szociológus
- [1071] Schmitt Péter (1945) újságíró, szerkesztő
- [1072] Schütz István (1923–2010) újságíró, szakíró, műfordító
- [1073] Schweitzer Iván (1938) közgazda, újságíró, szerkesztő
- [1074] Sebők Magda (1938) újságíró
- [1075] Selmeczi Elek (1923–1996) dramaturg, szerkesztő
- [1076] Selmeczi Tibor (1948) dramaturg, szerkesztő
- [1077] Seprősi-Czárán György (1964) újságíró
- [1078] Séra Sándor János (1934–2001) újságíró
- [1079] Serfőző Simon (1942) újságíró, költő, író, szerkesztő
- [1080] Seszták Ágnes (1944–2014) újságíró
- [1081] Siklós László (1934) újságíró, író
- [1082] Simai Mihály (1935) újságíró, író, költő
- [1083] Simó Endre (1946) újságíró, szerkesztő
- [1084] Simon Ferenc Nándor (1963) újságíró, fotóriporter
- [1085] Simon Gy. Ferenc (1930–2008) újságíró, szakíró, bélyeggyűjtő
- [1086] Simonyi Gyula (1953) újságíró, főszerkesztő, fordító, matematikus
- [1087] Simor András (1938) főszerkesztő, költő, író, műfordító
- [1088] Sinkó Zoltán (1938–2002) újságíró, szerkesztő, író
- [1089] Skrabski Árpád (1939–2009) ügyvezető igazgató
- [1090] Slezák Károlyné (1945) tanár, újságíró
- [1091] Sneé Péter (1953) újságíró
- [1092] Soltész István (1926–2017) újságíró, főszerkesztő
- [1093] Soltész Rudolf (1958) újságíró
- [1094] Solymosi Tari Emőke (1961) zenei újságíró, zenekritikus zenetanár
- [1095] Sólyom József (1931–1999) újságíró, író
- [1096] Sombor Judit (1953) újságíró
- [1097] Somfai Péter (1947) újságíró, szerkesztő
- [1098] Somlyó Zsuzsa (1920–2000) újságíró, szerkesztő
- [1099] Somogyi Károlyné (1926–2011) újságíró, fotóriporter
- [1100] Soós Éva Marianna (1957) újságíró, fotóriporter
- [1101] Sós Péter (1949) újságíró, szerkesztő
- [1102] Sós Péter János (1949) újságíró, szerkesztő
- [1103] Sóvári Zsuzsa (1953) újságíró
- [1104] Spaller Árpád (1945) szerkesztő, tanár, újságíró
- [1105] Stefanek Aranka (1946) újságíró
- [1106] Stefka István (1943) újságíró, író
- [1107] Stoffán György Ernő (1958) újságíró
- [1108] Straky Tibor (1926–2011) zenetanár, újságíró
- [1109] Straszer András (1948) újságíró, fotóriporter
- [1110] Stubek Andrea (1960) újságíró
- [1111] Subert Zoltán (1924–1995) újságíró, szakíró
- [1112] Sugár András (1933–2021) újságíró, tudósító, író
- [1113] Sulyok Katalin (1937–1993) újságíró, író
- [1114] Sulyok László (1944) újságíró
- [1115] Somogyi Zoltán (1942) költő, újságíró
- [1116] Surányi László (1915–1997) diplomata, újságíró, bélyeggyűjtő
- [1117] Süli Ferenc (1948) újságíró, szerkesztő
- [1118] Sváby András (1967) újságíró, szerkesztő-riporter

## Sz
- [1119] Sz. Lukács Imre (1934–2007) újságíró, író
- [1120] Sz. Nagy Sándor (1920) szerkesztő, újságíró, jogász
- [1121] Sz. Papp Júlia (1951) újságíró, szerkesztő
- [1122] Szabó Béla (1963) fotóriporter
- [1123] Szabó Endre (1914–2000) újságíró, szerkesztő
- [1124] Szabó Ferenc (1931–2022) jezsuita szerzetes, újságíró, szerkesztő, író, teológus
- [1125] Szabó Gábor (1953) újságíró
- [1126] Szabó Géza (1931–2015) római katolikus pap, író
- [1127] Szabó György (1932–2005) újságíró, író, műfordító
- [1128] Szabó István (1924) tervező mérnök, lapszerkesztő
- [1129] Szabó József (1955–1990) újságíró
- [1130] Szabó Lajos (1934) újságíró, szakíró, szerkesztő
- [1131] Szabó László (1931–2015) újságíró, szakíró, főszerkesztő
- [1132] Szabó Magdolna (1946) újságíró
- [1133] Szabó Pál Miklós (1943) újságíró, író
- [1134] Szabó Róbert (1932) újságíró, szerkesztő
- [1135] Szabó Sándor (1917–1998) újságíró
- [1136] Szabó Sándor (1953) újságíró, fotóriporter
- [1137] Szabó Szilárd (1966) újságíró
- [1138] Szádvári Lídia (1951) újságíró, szerkesztő, grafológus
- [1139] Szakács Anikó (1953) filmarchiváló szerkesztő
- [1140] Szakolczay Lajos (1941) szerkesztő, kritikus, irodalomtörténész
- [1141] Szakonyi Péter (1954) újságíró, szerkesztő, fordító
- [1142] Szakos János (1932) újságíró, szerkesztő
- [1143] Szalai Attila (1950–2020) újságíró, műfordító
- [1144] Szalai János (1932–1995) újságíró
- [1145] Szalay Antal (1948) újságíró, szerkesztő
- [1146] Szalay Attila (1951) újságíró, szerkesztő
- [1147] Szalay Ferenc (1941) újságíró, szerkesztő
- [1148] Szalay Károly (1929–2025) író, újságíró, irodalomtörténész, szerkesztő
- [1149] Szalay Zoltán (1955) újságíró, szerkesztő
- [1150] Szalontai Éva (1929–2016) újságíró, tanár, szakíró
- [1151] Szamosi József (1912–2010) újságíró, szerkesztő, költő, író
- [1152] Szaniszló Ferenc (1960) újságíró, szerkesztő-riporter
- [1153] Szántó Gábor (1941–2009) újságíró, költő, író
- [1154] Szántó Péter (1952–2018) újságíró, szerkesztő, író, műfordító
- [1155] Szántó T. Gábor (1966) újságíró, költő
- [1156] Szapora Sándor (1933–1993) nagykövet, újságíró
- [1157] Szapudi András (1939–2001) újságíró, író
- [1158] Szarvas Miklós (1931) újságíró, szerkesztő
- [1159] Szász András Csaba (1951) újságíró, főszerkesztő
- [1160] Szász Imre (1927–2003) újságíró, író
- [1161] Szathmári Ilona (1928) újságíró
- [1162] Szathmári János (1904–1993) építész, újságíró, szerkesztő
- [1163] Szatmári Gábor (1932) újságíró, író, szerkesztő
- [1164] Szatmári Jenő (1947) újságíró, szerkesztő, író
- [1165] Szávay István (1946) újságíró, szerkesztő, fotóművész, szakíró
- [1166] Százdi Antal (1953) köztisztviselő, újságíró, pedagógiai szakíró
- [1167] Szeberényi Lehel (1921–1998) író, újságíró
- [1168] Szegedi László (1927) újságíró, szerkesztő, költő
- [1169] Szeghalmi Elemér (1929–2022) szerkesztő, énekkari művész
- [1170] Szegő György (1947) díszlettervező, művészeti szerkesztő, újságíró
- [1171] Szegő Tamás (1931–1995) újságíró, szakíró, jogász
- [1172] Szegvári Katalin (1947) újságíró, szerkesztő-riporter
- [1173] Székely András (1929–2024) újságíró, zenetörténész
- [1174] Székely Dezső (1936–2020) szerkesztő, költő
- [1175] Székelyhidi Ágoston (1935–2010) újságíró, szerkesztő, író
- [1176] Szekér Endre (1935–2013) tanár, szerkesztő
- [1177] Szekeres István(wd) (1945) újságíró
- [1178] Szekeres László (1945) újságíró, grafikus, fotóművész
- [1179] Szekulity Péter (1929–1993) újságíró, író
- [1180] Szél Júlia (1927–2020) újságíró, riporter
- [1181] Széles Csaba (1939) főiskolai adjunktus, újságíró, szakíró
- [1182] Széll Jenő (1912–1994) újságíró, művelődéspolitikus, műfordító
- [1183] Szendei Ádám (1919–1991) újságíró, orvos-szakíró
- [1184] Szendrői Sándor (1947) zenei szerkesztő, zenei rendező
- [1185] Szenes Imre (1920–2005) újságíró
- [1186] Szenes János (1957) újságíró, szerkesztő
- [1187] Szenkovits Péter (1957) újságíró, szerkesztő
- [1188] Szent-Miklóssy Ferenc (1944) újságíró, szerkesztő, író
- [1189] Szente Ildikó (1952–2003) újságíró, szerkesztő, kiadó
- [1190] Szentesi György (1936) hivatásos katona, gépészmérnök, főszerkesztő, szakíró
- [1191] Szentirmai István (1931–2018) filmrendező, hivatásos katona
- [1192] Szentirmai József (1931–2003) építész, útikönyvíró, újságíró
- [1193] Szentkirályi Zsolt (1960) újságíró
- [1194] Szepesi Attila (1942–2017) újságíró, költő
- [1195] Szepesi György (1922–2018) sporttudósíró, szakíró
- [1196] Szerényi Gábor (1953) újságíró, grafikus
- [1197] Szigethy András (1944–2017) újságíró
- [1198] Szikora András (1918–2001?) újságíró, szerkesztő, agrármérnök
- [1199] Szikora József (1949) villamosmérnök, újságíró
- [1200] Szikra János (1954) újságíró, lapszerkesztő, költő
- [1201] Szilágyi György (1928–2010) újságíró, író, költő
- [1202] Szilágyi János (1936) újságíró
- [1203] Szilágyi Sándor (1954) újságíró, szerkesztő-riporter, író
- [1204] Szilágyi Sándor (1963) újságíró, szerkesztő
- [1205] Szilvás István (1945) újságíró, szerkesztő
- [1206] Szilvási Ferenc (1925) rendőr, újságíró, író
- [1207] Szirák József (1947) piacszervezési igazgató, újságíró
- [1208] Szitha Mária (1920–2012) tanár, újságíró
- [1209] Szoboszlai Zsolt (1956) szerkesztő, szociológus
- [1210] Szokolay Zoltán (1956–2020) tanár, újságíró, költő, politikus
- [1211] Szolcsányi Ferenc (1922–2009) újságíró, műfordító
- [1212] Szombathy Zoltán (1943) újságíró, szerkesztő
- [1213] Szőcs Zoltán (1951–2020) szerkesztő
- [1214] Szőke Cecília (1957) zenei szerkesztő
- [1215] Szőke János (1927–2012) szalézi szerzetes, teológus, újságíró
- [1216] Szőke Sándor (1937) újságíró, szerkesztő
- [1217] Szőllősy Tibor (1932) újságíró, szerkesztő
- [1218] Szőnyei Tamás (1957) újságíró, író
- [1219] Szulovszky János (1962) újságíró, tudományos munkatárs
- [1220] Szunyogh János (1920) újságíró
- [1221] Szurok János (1927–1999) újságíró, fotóriporter, filmrendező
- [1222] Szvitek Erzsébet (1955) újságíró, főszerkesztő

## T
- [1223] T. Pataki László (1934–2009) újságíró, szerkesztő
- [1224] Tabák András (1938–2014) újságíró, szerkesztő, író, költő
- [1225] Tabák Endre (1908–1994) újságíró, szakíró, sportvezető
- [1226] Takács András (1948) újságíró, MSZOSZ elnöki tanácsadó
- [1227] Takács László (1938–1995) újságíró
- [1228] Tallós Emil (1945) újságíró, főszerkesztő
- [1229] Tamás Enikő (1946) újságíró, főszerkesztő, kertészmérnök
- [1230] Tamás Ervin (1949) újságíró
- [1231] Tamás Menyhért (1940) újságíró, író, költő
- [1232] Tanács István (1955) újságíró
- [1233] Tar András (1941) újságíró, főszerkesztő
- [1234] Tárczy Andor (1954) újságíró, szerkesztő, költő, író
- [1235] Tarczy Péter (1952) újságíró, szerkesztő
- [1236] Tardos Júlia (1946–2024) újságíró, szerkesztő-riporter
- [1237] Tarján Annamária (1947) fotóművész
- [1238] Tarján Tamás (1949–2017) egyetemi adjunktus, irodalomtörténész, kritikus
- [1239] Tarnai Kiss László (1955) műsorszerkesztő, énekművész
- [1240] Tarnay Márta (1931–1995) szerkesztő, író
- [1241] Tarnóczy Zoltán (1951) újságíró, rajzoló
- [1242] Tarnói Gizella (1947–2006) újságíró
- [1243] Tarr László (1907–1996) újságíró, író, fordító
- [1244] Tasnádi Attila (1937) újságíró, kritikus, szakíró
- [1245] Tasnádi Edit (1942) újságíró, szerkesztő, műfordító
- [1246] Tasnádi Gábor (1943) újságíró, szakíró
- [1247] Tatár Imre (1920–2023) újságíró, író
- [1248] Tausz Anikó (1940) újságíró, szerkesztő
- [1249] Téglásy Ferenc (1943) rendező, műsorkészítő
- [1250] Téglásy Imre (1952) újságíró, szerkesztő
- [1251] Teknős Péter (1920–1998) újságíró, író
- [1252] Tengölics László (1961) fotóriporter
- [1253] Tenke Sándor (1948) református teológiai tanár, szerkesztő
- [1254] Teöke Gábor (1952) újságíró
- [1255] Tertinszky Edit (1928) újságíró, szerkesztő
- [1256] Teszkó Sándor (1913–2004[17]) újságíró, szerkesztő
- [1257] Thaly Zoltán (1938–2024) újságíró, főszerkesztő
- [1258] Thiery Árpád (1928–1995) újságíró, író
- [1259] Tihanyi János (1931) újságíró, író
- [1260] Tímár Árpád (1939) művészettörténész, szerkesztő
- [1261] Tímár Ede (1931–1996) újságíró, sajtótörténész, szerkesztő
- [1262] Tímár Máté (1922–1999) újságíró, író
- [1263] Tímár Péter (1948) fotográfus, művésztanár, főszerkesztő
- [1264] Titton Dóra (1969) újságíró, tanító
- [1265] Tófalvi Éva (1947) irodalomtörténész, író, újságíró
- [1266] Tolmár Klára (1945) újságíró, szociológus
- [1267] Tolnai Kata (1960) újságíró, szerkesztő
- [1268] Tomka Mihály (1953) újságíró, szerkesztő, költő
- [1269] Tomkai Csilla (1934) újságíró, szerkesztő
- [1270] Tompa Imre (1957) újságíró
- [1271] Tooth Gábor (1960) iparművész, újságíró
- [1272] Torda István (1942) újságíró, szerkesztő
- [1273] Torday Aliz (1931–2010) újságíró, szakíró
- [1274] Tornai József (1927–2020) költő, író, újságíró
- [1275] Tóth András (1947) újságíró, szerkesztő
- [1276] Tóth András (1958) újságíró
- [1277] Tóth Dénes Árpád (1950–2023) újságíró, szerkesztő
- [1278] Tóth Endre (1914–2011) költő, író, szerkesztő
- [1279] Tóth Erika (1943) újságíró, riporter
- [1280] Tóth Gábor Ákos (1955) tördelőszerkesztő, író
- [1281] Tóth György (1954) újságíró
- [1282] Tóth István Csaba (1945) újságíró-fotóriporter
- [1283] Tóth Sándor (1939–2019) újságíró, költő, fordító
- [1284] Tóth Tihamér Jenő (1949) újságíró, rendező-operatőr
- [1285] Tóth Zoltán (1947) újságíró, író
- [1286] Tóth-Szőllős Mihály (1925) evangélikus lelkész, lapszerkesztő
- [1287] Tőke Péter (1945–2022) újságíró, szerkesztő, vezérigazgató
- [1288] Török András (1950) újságíró, szerkesztő
- [1289] Török Annamária (1954) rádióbemondó
- [1290] Török Erzsébet (1955) újságíró
- [1291] Török Ferenc (1948) újságíró
- [1292] Török László (1950) újságíró
- [1293] Török Mária (1936–2013) zenei szerkesztő
- [1294] Töttösy Ernő (1918–2009) ügyvéd, szerkesztő, költő, író
- [1295] Trencsényi Imre (1935) újságíró, filmrendező, szerkesztő
- [1296] Tuli József (1927–1992) újságíró, író, szerkesztő
- [1297] Turbók Attila (1943) újságíró, szerkesztő, költő
- [1298] Turcsányi Tibor (1930–1995) újságíró, szakíró, tanár
- [1299] Turi Gábor (1951) újságíró, szerkesztő, kulturális attasé

## U, Ú
- [1300] Udvari Gábor (1948) újságíró, főszerkesztő
- [1301] Udvaryné Váradi Anikó (1932) újságíró, szerkesztő
- [1302] Újhegyi Katalin (1967) újságíró
- [1303] Újszászi Ilona (1959) újságíró
- [1304] Újvári Károly (1932–1995) újságíró, szerkesztő
- [1305] Urbán Tamás (1945) újságíró, fotóművész

## V
- [1306] V. Bálint Éva (1947) újságíró
- [1307] V. Kulcsár Ildikó (1950) újságíró
- [1308] V. Nagy Gyöngyi (1970) újságíró
- [1309] V. Paizs Gábor (1958) újságíró
- [1310] V. Vincze Péter (1955) újságíró
- [1311] Váczi Tamás (1954) újságíró
- [1312] Vadász Ferenc (1916–2009) újságíró, író
- [1313] Vaderna József (1951–1995) újságíró, költő
- [1314] Vágvölgyi Mária (1943) szerkesztő
- [1315] Vajda Gábor (1922) újságíró, műfordító
- [1316] Vajda Sándor (1908–1992) újságíró, író
- [1317] Valló László (1950) újságíró, író
- [1318] Vallus Tibor (1959) újságíró
- [1319] Vámos Imre (1927–1993) újságíró, író, szerkesztő
- [1320] Vándor Györgyi (1923–2000) újságíró, író
- [1321] Vándor István (1940) állatorvos, szerkesztő
- [1322] Váradi Júlia (1948) szerkesztő-riporter
- [1323] Várbíró Judit (1946) zenei szerkesztő
- [1324] Varga Bálint András (1941–2019) újságíró, író, fordító
- [1325] Varga Dávid (1943) újságíró, író, szerkesztő
- [1326] Varga Ferenc (1929) zenei szerkesztő
- [1327] Varga György (1932) újságíró, közgazda
- [1328] Varga János (1929) szerkesztő-műsorvezető
- [1329] Varga Lajos Dániel (1946) újságíró, szerkesztő
- [1330] Varga László (1958) fotóriporter-újságíró
- [1331] Varga S. József (1949–2004) újságíró, író
- [1332] Varga Zsolt (1961) újságíró
- [1333] Várhelyi András (1953–2022) egyetemi adjunktus, újságíró, költő, író
- [1334] Várkonyi Anna (1946) újságíró, szerkesztő
- [1335] Várkonyi Balázs (1949–2023) újságíró, szerkesztő
- [1336] Várkonyi Benedek (1954) szerkesztő, műfordító
- [1337] Várkonyi Endre (1926–2020) újságíró, szerkesztő
- [1338] Várkonyi István (1923–2004) könyvszervező, újságíró, költő
- [1339] Várkonyi Tibor (1924–2018) újságíró, író, szerkesztő
- [1340] Várnai Iván (1954) újságíró
- [1341] Várnai Károly (1947) újságíró, szerkesztő, tanár
- [1342] Várnai Péter (1922–1992) újságíró, szerkesztő, zenetörténész
- [1343] Varsányi Zsuzsa (1940) újságíró, szerkesztő
- [1344] Vass István Péter (1953) újságíró
- [1345] Vass István Zoltán (1942) újságíró, riporter
- [1346] Vasváry Artúr (1928–1994) újságíró, szerkesztő
- [1347] Velkei Árpád (1942) újságíró
- [1348] Verasztó Lajos (1957) újságíró, szerkesztő
- [1349] Verebics János (1958) újságíró, szerkesztő, ügyvezető igazgató
- [1350] Veres Emese (1963) újságíró
- [1351] Veress Pál (1920–1999) újságíró, festőművész, fordító
- [1352] Vért András (1927) újságíró, szerkesztő
- [1353] Vértes Csaba (1940–2008) újságíró, szerkesztő
- [1354] Veszeli Lajos (1945) újságíró, grafikus, festő
- [1355] Vészi János (1927–2003) újságíró, író, művelődéskutató
- [1356] Veszprémi Miklós (1934) újságíró, szerkesztő, író
- [1357] Vicsek Ferenc (1950) újságíró
- [1358] Víg Mónika (1966–1992) újságíró
- [1359] Vincze István (1929) újságíró
- [1360] Virágh Tibor (1943) újságíró, szerkesztő, előadóművész
- [1361] Visy László (1954) újságíró, szerkesztő
- [1362] Vitos György (1957) újságíró, sporttörténész
- [1363] Vitray Tamás (1932) újságíró, az MTV főmunkatársa
- [1364] Vujicsics Marietta (1946) újságíró, író, műfordító

## W
- [1365] Wagner István (1941) újságíró, művészettörténész, kulturális titkár
- [1366] Walkó György (1920–1997) főiskolai tanár, újságíró, író
- [1367] Wallinger Endre (1931–1998) újságíró
- [1368] Walter Béla (1952) újságíró, szerkesztő, könyvtáros
- [1369] Weirach Wér Vilmos (1944) újságíró, szerkesztő
- [1370] Wintermantal István (1943) újságíró, szerkesztő, fordító
- [1371] Wolfner András (1934) újságíró, főszerkesztő, fordító
- [1372] Wutka Tamás (1951–2013) nyomdász, újságíró

## Z
- [1373] Zachar József (1943–2009) hadtörténész, főszerkesztő
- [1374] Zádori Ferenc (1941) főoperatőr
- [1375] Zágoni Ferenc (1921–2012) újságíró, író
- [1376] Zalán Tibor (1954) újságíró, író, költő
- [1377] Zas Lóránt (1938) elektromérnök, költő, újságíró, szerkesztő
- [1378] Zászlós Levente (1935) újságíró, költő
- [1379] Zatkalik András (1954) tanár, újságíró, szerkesztő
- [1380] Zeke Gyula (1931–2019) tanár, újságíró
- [1381] Zelei Miklós (1948–2021) újságíró, író, költő
- [1382] Zelényi Zoltán (1948) újságíró
- [1383] Zeley László (1946) főszerkesztő, riporter
- [1384] Zengő-Sztankovits Mihály (1927) újságíró, képzőművész, szerkesztő
- [1385] Zétényi Zoltán (1944) újságíró, szerkesztő, író
- [1386] Zimber Szilvia (1960) újságíró
- [1387] Zimonyi Zoltán (1943) főszerkesztő, tanár
- [1388] Zirkuli Péter (1948) költő, író, újságíró
- [1389] Zóka László (1950) újságíró, reklámmenedzser
- [1390] Zoltán János (1953–2020) újságíró
- [1391] Zoltán Péter (1923–2008) újságíró, író
- [1392] Zonda Tamás (1940) orvos, szerkesztő, költő
- [1393] Zöldi László (1945) újságíró, kritikus

## Zs
- [1394] Zsengellér Zsolt (1942) újságíró
- [1395] Zsiday István (1949–1995) újságíró
- [1396] Zsiga Ferenc (1954) tisztviselő, újságíró, szerkesztő
- [1397] Zsoldos Barnabás (1947) újságíró
- [1398] Zsoldos Mária (1946) hangmérnök
- [1399] Zsolt Róbert (1924–2002) újságíró, főszerkesztő-helyettes, író
- [1400] Zsugán István (1941–1995) újságíró, író